# NGC 7128
NGC 7128 (другое обозначение — OCL 218) — рассеянное скопление в созвездии Лебедь.
Этот объект входит в число перечисленных в оригинальной редакции «Нового общего каталога».